# 나가요정
나가요정(일본어: 長与町)은 일본 나가사키현 니시소노기군의 정으로 나가사키시에서 북동쪽으로 약 10km 떨어진 곳에 위치한다.

## 지리

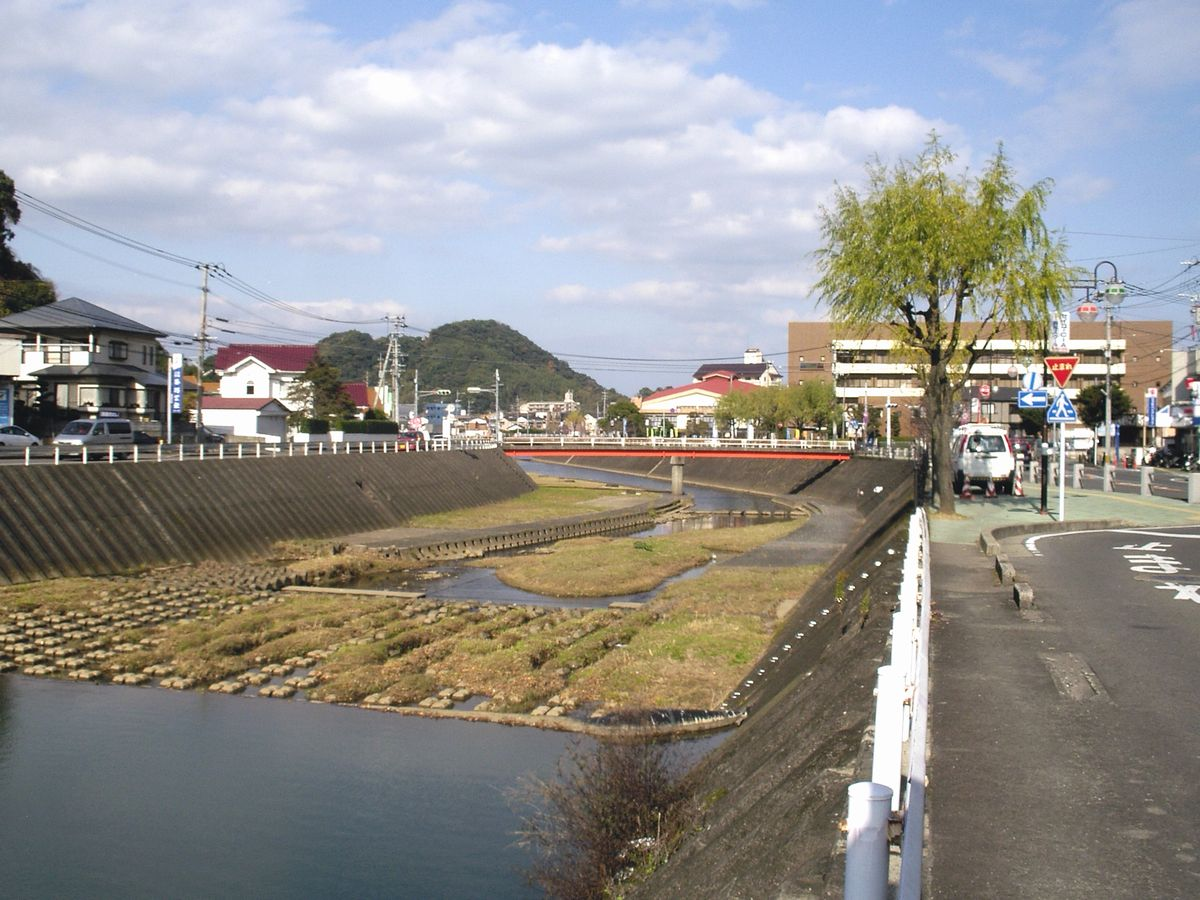
나가요강

나가사키현 중앙부의 오무라만 남안을 정역으로 하고 서쪽으로 도기쓰정, 남쪽으로 나가사키시, 동쪽으로 이사하야시와 접한다. 오무라만에 떠있는 시미즈섬과 후타지마섬도 관할에 포함되지만 모두 무인도이다.
정의 중앙으로 나가요강이 흐르고 그 유역에 주택지와 논밭이 많다. 주변부는 구릉지로 특히 동쪽은 해발 451.4m의 고토노오다케를 중심으로 하는 300~400m급의 구릉지가 늘어서 있다. 남부와 서부의 구릉지는 동부 정도의 높이는 없고 나가사키시 북부나 도기쓰정 동부와 연속한 주택 밀집지이다. 남부에서는 나가사키시와의 경계를 따라 우라카미강의 지류인 오이데강이 흐른다.
구릉지에 귤밭, 강가에 논이 펼쳐져 농업이 번성한 지역이었지만 나가사키시의 도시권 확대에 의해 1960년대 무렵부터 나가요강 하류에서 도시화가 진행되었다. 더욱이 1980년대부터는 남부·서부의 구릉지에도 도시화의 물결이 미쳐 나가사키시의 베드타운으로 발전이 진행되었다. 그러나 주변부에는 여전히 삼림과 논밭이 비교적 많이 남아 있고 인접하는 도기쓰정과 달리 상업 시설이 매우 적다.

## 역사
- 1889년 4월 1일 - 정촌제 시행으로 9개 촌이 합병해 나가요촌이 성립하였다.
- 1969년 1월 1일 - 정으로 승격해 나가요정이 되었다.

## 산업
주택지 주변에서는 농업이 이루어져 귤 재배가 활발하다. 북부에서는 오무라만에서 어업도 행해지고 있어 해삼이나 굴 등이 어획된다.

## 교통

### 철도
- 규슈 여객철도 나가사키 본선

### 도로
- 국도 207호선